# Regiunea Elbasan
Regiunea Elbasan (albaneză: Qarku i Elbasanit) este una dintre cele 12 regiuni ale Albaniei. Conține districtele Elbasan, Gramsh, Librazhd și Peqin, iar capitala sa este orașul Elbasan.